# Music Box (album de Mariah Carey)
Pour les articles homonymes, voir Music Box.
Albums de Mariah Carey
MTV Unplugged
(1992) Merry Christmas
(1994)
Music Box est le troisième album de la chanteuse américaine Mariah Carey qui succède à l’album live MTV Unplugged à la fin de l’été 1993. L’opus comprend en majorité des titres coécrits par Mariah Carey et Walter Afanasieff – avec qui elle avait déjà travaillé sur son précédent album studio, Emotions – mais aussi quelques titres davantage urban dance. 
Le premier single, Dreamlover, atteint le sommet des charts aux États-Unis et au Canada[réf. nécessaire], mais c’est la reprise Without You et la chanson Hero qui assurent un retentissement planétaire[réf. nécessaire] à la chanteuse. Porté par le succès de cette chanson, Music Box reste l'un des albums féminins les plus vendus de l'histoire avec plus de 30 millions d'exemplaires vendus selon Sony dont dix millions aux États-Unis (certifié disque de diamant) et un million en France (certifié disque de diamant). 

## Liste des pistes
| No  | Titre                              | Durée |
| --- | ---------------------------------- | ----- |
| 1.  | Dreamlover                         |       |
| 2.  | Hero                               |       |
| 3.  | Anytime You Need a Friend          |       |
| 4.  | Music Box                          |       |
| 5.  | Now That I know                    |       |
| 6.  | Never Forget You                   |       |
| 7.  | Without You (Peter Ham, Tom Evans) |       |
| 8.  | Just To Hold You Once Again        |       |
| 9.  | I've Been Thinking About You       |       |
| 10. | All I've Ever Wanted               |       |
| 11. | Everything Fades Away (bonus)      |       |